# Ronde van Nederland 1975
De 15e editie van de Ronde van Nederland ging op 21 augustus 1975 van start in Grave. De wielerwedstrijd over vijf etappes eindigde op 26 augustus in Simpelveld. De ronde werd gewonnen door Joop Zoetemelk.

## Eindklassement
Joop Zoetemelk werd winnaar van het eindklassement van de Ronde van Nederland van 1975 met een voorsprong van 33 seconden op de Belg Frans Verbeeck. 
| Plaats  | Naam                | Tijd      |
| ------- | ------------------- | --------- |
| Winnaar | Joop Zoetemelk      | 23u00'35" |
| 2       | Frans Verbeeck      | + 0'33"   |
| 3       | Gerard Vianen       | + 0'53"   |
| 4       | Dietrich Thurau     | + 0'58"   |
| 5       | Gerben Karstens     | + 1'28"   |
| 6       | Cees Priem          | + 1'38"   |
| 7       | Tino Tabak          | z.t.      |
| 8       | Cees Bal            | z.t.      |
| 9       | Englebert Opdebeeck | z.t.      |
| 10      | Hennie Kuiper       | + 2'35"   |

## Etappe-overzicht
| Etappe    | Van - naar | Km        | Etappewinnaar              |
| --------- | ---------- | --------- | -------------------------- |
| Proloog   | Grave      | 3,2 (TTT) | Watneys-Maes               |
| Criterium | Grave      | 80        | Donald Allan               |
| 1         | Apeldoorn  | 202       | Theo Smit                  |
| 2         | Goes       | 202       | Gerard Vianen              |
| 3         | Vlijmen    | 230       | Wilfried Reybrouck         |
| 4         | Simpelveld | 188       | Joop Zoetemelk             |
| 5         | Simpelveld | 90        | Domingo Perurena Tellechea |

1948 · 1949 · 1950 · 1951 · 1952 · 1953 · 1954 · 1955 · 1956 · 1957 · 1958 · 1959 · 1960 · 1961 · 1962 · 1963 · 1964 · 1965 · 1966 · 1967 · 1968 · 1969 · 1970 · 1971 · 1972 · 1973 · 1974 · 1975 · 1976 · 1977 · 1978 · 1979 · 1980 · 1981 · 1982 · 1983 · 1984 · 1985 · 1986 · 1987 · 1988 · 1989 · 1990 · 1991 · 1992 · 1993 · 1994 · 1995 · 1996 · 1997 · 1998 · 1999 · 2000 · 2001 · 2002 · 2003 · 2004 · 2005 · 2006 · 2007 · 2008 · 2009 · 2010 · 2011 · 2012 · 2013 · 2014 · 2015 · 2016 · 2017 · 2018 · 2019 · 2020 · 2021 · 2022 · 2023 · 2024